# Томаш Їрсак
Томаш Їрсак (чеськ. Tomáš Jirsák, нар. 29 червня 1984, Високе Мито) — чеський футболіст, півзахисник клубу «Ческе Гержманіце».
Виступав, зокрема, за клуб «Вісла» (Краків), а також молодіжну збірну Чехії.
Триразовий чемпіон Польщі.

## Клубна кар'єра
Народився 29 червня 1984 року в місті Високе Мито.
У дорослому футболі дебютував 2003 року виступами за команду «Градець-Кралове», в якій провів два сезони, взявши участь у 40 матчах чемпіонату. 
Протягом 2005—2007 років захищав кольори клубу «Тепліце».
Своєю грою за останню команду привернув увагу представників тренерського штабу клубу «Вісла» (Краків), до складу якого приєднався 2007 року. Відіграв за команду з Кракова наступні п'ять сезонів своєї ігрової кар'єри. Більшість часу, проведеного у складі краківської «Вісли», був основним гравцем команди. За цей час двічі виборював титул чемпіона Польщі.
Згодом з 2012 по 2018 рік грав у складі команд «Ботев» (Пловдив), «Іртиш» та «Градець-Кралове».
До складу клубу «Ческе Гержманіце» приєднався 2018 року. 

## Виступи за збірну
Протягом 2004–2007 років залучався до складу молодіжної збірної Чехії. На молодіжному рівні зіграв у 22 офіційних матчах, забив 3 голи.

## Титули і досягнення
- Чемпіон Польщі (3):

«Вісла» (Краків): 2007-2008, 2008-2009, 2010-2011